# Grupa nadodrzańska
     grupy nordyckie
     kultura jastorfska
     grupa Harpstedt-Nienburg
     plemiona celtyckie
     kultura przeworska
     grupa gubińska
     kultura oksywska
     kultura wschodniobałtycka strefy leśnej
     kultura kurhanów zachodniobałtyjskich
     kultura zarubiniecka
     grupy estońskie
     grupy trackie
     kultura Poieneşti-Lukaševka

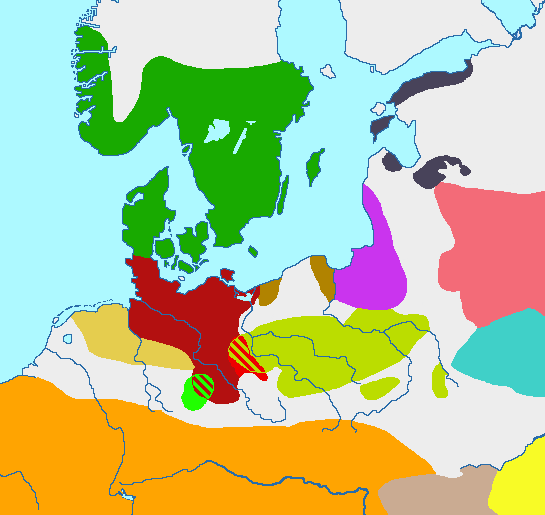
Kultury archeologiczne okresu przedrzymskiego epoki żelaza (600 lat p.n.e. – I w. p.n.e.)
grupy nordyckie
kultura jastorfska
grupa Harpstedt-Nienburg
plemiona celtyckie
kultura przeworska
grupa gubińska
kultura oksywska
kultura wschodniobałtycka strefy leśnej
kultura kurhanów zachodniobałtyjskich
kultura zarubiniecka
grupy estońskie
grupy trackie
kultura Poieneşti-Lukaševka

Grupa nadodrzańska – kultura epoki żelaza, lokalna grupa kultury Jastorf.

## Kryteria wydzielenia
Grupa ta została wydzielona z kultury Jastorfskiej we wczesnym okresie przedrzymskim. Było to związane z przejęciem przez miejscowa ludność związaną dotychczas z kulturą pomorską, jastorfskiego modelu kulturowego.

## Chronologia, geneza i zanik
Stanowiska ludności tej kultury datowane na fazę A1 – A2 (ok. 200–100 r. p.n.e.). Zanik nastąpił w środkowej fazie okresu przedrzymskiego, wskutek naporu ludności kultury oksywskiej lub wskutek ewolucji pod wpływem ludności z Pomorza Wschodniego.

## Obszar występowania i kontekst kulturowy
Obszar od dolnej Odry, po Parsętę, Wartę, Noteć, Pomorze Zachodnie od Regi.

## Charakterystyczne wytwory kulturowe
Wytwory ceramiczne:
- dwu- i trójdzielne naczynia;
- dwu- i trójdzielne misy na nóżce.

Wytwory metalowe:
- brązowe szpile z główką skrzydlatą i żelaznym kolcem;
- naszyjniki z cylindrycznie zgrubiałymi końcami, zdobione emalią;
- żelazne zapinki wariant A i B, niekiedy zdobione parą kulek na kabłąku;
- typowo jastorfskie fibule konstrukcji późnolateńskiej z nóżką ramowatą;
- fibule żelazne w brązowej „koszulce”;
- zapinki konstrukcji środkowo- i późnolateńskiej odmiany F, G/H i K;
- żelazne klamry do pasa jednoczłonowe z końcami odgiętymi w przeciwnym kierunku;
- żelazne klamry do pasa jednoczłonowe z tarczką na jednym końcu;
- klamry zawiasowe;
- brązowe klamry trójogniwkowe.

## Osadnictwo
Bardzo słabo rozpoznane.

## Gospodarka
Gospodarka ludności kultury jastorfskiej na Pomorzu Zachodnim opierała się na hodowli i uprawie zbóż – głównie jęczmienia i pszenicy. Z początkiem młodszego okresu przedrzymskiego silnie zaczęła rozwijać się metalurgia żelaza (2/3 wyrobów z rud miejscowych) i kolorowa, głównie odlewnictwo brązu, które stało na bardzo wysokim poziomie, o czym świadczyć może m.in. opanowanie umiejętności zdobienia przedmiotów brązowych emalią. Umiejętność tę ludność grupy nadodrzańskiej przejęła ze świata celtyckiego już w fazie A1.

## Obrządek pogrzebowy
Zmarłych chowano wyłącznie w grobach ciałopalnych, jamowych lub popielnicowych obsypanych resztkami stosu. Groby popielnicowe czasem były nakrywane misą. Często groby były w obstawie kamiennej lub pod brukiem.
Zmarłych wyposażano w ozdoby i części stroju z brązu. Brak w grobach broni i narzędzi. W grobie w Brzeźinku znaleziono części czterokołowego wozu, co wiąże się z przenikaniem kultury lateńskiej.